# Willi Hofferbert
Willi Hofferbert (* 16. November 1896 in Darmstadt; † 19. Juni 1972 ebenda) war ein deutscher Maler des 20. Jahrhunderts.

## Leben
Nach der Schulausbildung und Tätigkeit in einem Architekturbüro besuchte Willi Hofferbert ab 1912 die Kunstgewerbeschule Mainz. Die Ausbildung wurde durch die Teilnahme am Ersten Weltkrieg unterbrochen. Ab 1919 studierte er an der neu gegründeten Darmstädter Kunstgewerbeschule bei Christian Heinrich Kleukens und Kay H. Nebel, 1921 an der Akademie für Grafik und Buchgewerbe in Leipzig, wo er Meisterschüler von Hugo Steiner-Prag war.
Ab 1922 war Hofferbert Bühnenmaler bei Kurt Kempin unter Gustav Hartung am Hessischen Landestheater Darmstadt, ab 1924 war er als freischaffender Maler tätig.
Willi Hofferbert wurde Mitglied der Darmstädter Gruppe und beteiligte sich bis zu ihrer Auflösung im Jahr 1933 an deren Ausstellungen. Studienreisen führten ihn in dieser Zeit nach Spanien und Frankreich. Von 1941 bis 1945 war er kriegsbedingt im Polizeidienst tätig. Ein Luftangriff auf Darmstadt im Jahr 1944 zerstörte das gesamte bis dahin entstandene Werk.
Nach Kriegsende gehörte Willi Hofferbert zu den Mitbegründern der Neuen Darmstädter Sezession, deren Geschäftsführer er von 1951 bis 1953 war. Von 1947 bis 1962 lehrte er Farbenlehre und Farbgestaltung an der Werkkunstschule Darmstadt.

## Werk
In seiner Kunst widmete sich Willi Hofferbert nach 1945 in erster Linie dem Aquarell, experimentierte mit dieser Technik und kam zu sehr eigenständigen Ergebnissen, indem er Wachsgrundierungen mit einbezog.